# Makoto Nagano
Makoto Nagano ( 長野 誠 ) es un pescador japonés nacido el 30 de marzo de 1972 en Nobeoka, prefectura de Miyazaki.
Con una altura de 162 cm y un peso de 62 kg se dedica a la pesca durante unos 300 días al año capitaneando su propio barco, el Konpira maru 28, además de entrenarse para su gran pasión, participar en los torneos de Ninja Warrior (Sasuke en Japón).
Es uno de los seis All-Stars, y una de las únicas cuatro personas que han completado el circuito, haciéndolo en el torneo 17, en el otoño de 2006.
Sin lugar a dudas Makoto Nagano es considerado como uno de los competidores con más posibilidades de repetir este logro.
Actualmente mantiene el récord de apariciones en la Fase Final (cinco) ( 2003 x2, 2004, 2006, 2009), y ha conseguido los mejores tiempos en numerosas ocasiones en la Primera y Segunda Fase de varios torneos. Además es el único competidor que ha intentando completar la Fase Final en la segunda y tercera versión. Simplemente por estadísticas, Makoto Nagano es, para muchos, el mejor competidor de Sasuke que ha habido. Incluso delante de Yuuji Urushihara, que ha campeonado el Ninja Warrior en dos ocasiones (2010 y 2011).
Nagano es conocido por su consistencia en los torneos, y aunque en las ediciones 24, 25 y 26 haya sido eliminado en la primera fase, ha realizado una actuación espectacular en la 27, en 2011, casi superando la tercera fase.
Consiguió llegar tres veces seguidas a la Fase Final (torneos 11,12 y 13), pero en ninguno de ellos consiguió alzarse con la victoria.
De esos tres intentos, el que más cerca estuvo de conseguirlo fue el de finales del 2002 (Torneo 12), cuando se quedó a 0.11 de pulsar el botón de la victoria.
En sus 26 apariciones, ha completado la Primera Fase 14 veces, la Segunda Fase 11 veces, la Tercera Fase 5 veces y la Fase Final dos veces.

## Participaciones (Sasuke)
Nagano debutó en SASUKE 7 y su participación no fue emitida, pero se sabe que se quedó sin tiempo en el obstáculo Warped Wall. 
Volvió en SASUKE 8 llevando el número #41. El circuito estaba mojado por la lluvia, y se quedó sin tiempo de nuevo en la Warped Wall, como muchos otros aquel día. Antes de participar en SASUKE 9, construyó una réplica del obstáculo en su casa para entrenar, y los resultados se vieron, superó el obstáculo al primer intento y completó la primera fase con 22.72 segundos. Consiguió avanzar hasta la Tercera Fase, quedándose a unos pasos de la Fase Final cuando cayó en el último obstáculo a unos centímetros de la plataforma de meta.
Después de su gran participación, Nagano fue incluido oficialmente como All-Star. Las expectativas sobre él eran muy grandes para el aniversario de Sasuke en el torneo 10 que perdió en el modificado Jump Hang. 
Para compensar su decepcionante actuación, en el torneo siguiente llegó a la fase final. Sin embargo se quedó sin tiempo al tomarle mucho tiempo el cambio del Spider Climb a la Rope Climb, y no pudo subir a tiempo.
En SASUKE12, de nuevo llegó a la Fase Final, consiguiendo el mejor tiempo
en la Primera y Segunda Fase. Aunque esta vez ascendió mucho más rápido que la vez anterior, se quedó sin tiempo justo unos centímetros antes de tocar la bocina.
Ya en la torre, Nagano no quiso mirar desde lo alto de la torre, diciendo que eso sólo lo haría cuando consiguiera la victoria (Kanzenseiha)

## Resultados
Participaciones:
| Torneo | Posición | Obstáculo                                                                               | Fase    |
| ------ | -------- | --------------------------------------------------------------------------------------- | ------- |
| 7th    | 87       | Sin tiempo en Soritatsu Kabe                                                            | Primera |
| 8th    | 41       | Sin tiempo en Soritatsu Kabe                                                            | Primera |
| 9th    | 61       | Cayó en Pipe Slider                                                                     | Tercera |
| 10th   | 999*     | Cayó en Jump Hang                                                                       | Primera |
| 11th   | 96       | Sin tiempo en Final Rope                                                                | Final   |
| 12th   | 100      | Sin tiempo en Final Rope (por 0.11 segundos)                                            | Final   |
| 13th   | 100      | Sin tiempo en Final Rope                                                                | Final   |
| 14th   | 100      | Cayó en Jumping Bars                                                                    | Tercera |
| 15th   | 100      | Cayó en Metal Spin                                                                      | Segunda |
| 16th   | 100      | Cayó en Devil Swing                                                                     | Tercera |
| 17th   | 99       | Completada Fase Final (2.56 segundos restantes)                                         | Final   |
| 18th   | 96       | Descalificado en Shin-Cliff Hanger†                                                     | Tercera |
| 19th   | 100      | Cayó en Flying Chute                                                                    | Primera |
| 20th   | 2000*    | Cayó en Downhill Jump                                                                   | Segunda |
| 21st   | 100      | Cayó en Gliding Ring (Debido a un fallo del obstáculo que se arregló para el Sasuke 22) | Tercera |
| 22nd   | 100      | Cayó en Slider Jump                                                                     | Primera |
| 23rd   | 100      | Sin tiempo en G-Rope                                                                    | Final   |
| 24th   | 100      | Cayo en Jumping Spider                                                                  | Primera |
| 25th   | 99       | Cayó en Circle Slider                                                                   | Primera |
| 26th   | 99       | Cayó en Jumping Spider                                                                  | Primera |
| 27th   | 100      | Cayó en Ultimate Cliff Hanger                                                           | Tercera |
| 28th   | 100      | Sin tiempo en Warped wall                                                               | Primera |
| 29th   | 100      | Sin tiempo en 2nd Warped wall (Se lesionó en el Long Jump)                              | Primera |
| 30th   | 2999*    | Descalificado en la Salmon Ladder†                                                      | Segunda |

|31st
|98*
|Sin tiempo en Warped Wall
Perdió demasiada resistencia en Tackle.
|Primera
|}
|32nd
|100*
|Sin tiempo en Lumberjack Climb
|Primera
|}
* En el torneo 10, el número de los participantes fue hecho del 901 al 1000 como muestra de que han sido 1000 personas las que han participado en Sasuke. Con lo cual, el 99 que debería llevar Nagano corresponde al 999 que fue el que se le dio. Del mismo modo pasó en el torneo 20, en el cual fueron asignados del 1901 al 2000 para mostrar que han sido 2000 las personas que han intentado la primera fase de Sasuke. Nagano en ese torneo tuvo el 2000 que corresponde al 100. Esto fue igual en el torneo 30, que de 3000 personas Nagano usó el 2999.

† Cuando Nagano intentó pasar de la segunda parte del rediseñado Cliff Hanger, tocó la parte superior del obstáculo con su mano izquierda, lo que le costó su descalificación. En el torneo 30, Nagano, en el cuarto peldaño de la barra se fue a un nivel inferior, lo que le costó la descalificación.

## La Fama
Nagano Makoto (en japonés) ha logrado gracias al programa hacerse muy famoso en Japón y ahora comienza a darse a conocer en occidente, sobre todo en América, donde ha llegado a viajar para promocionar el Ninja Warrior americano. La fama le ha permitido realizar anuncios publicitarios en su país y ser reconocido y aclamado por sus compatriotas.